# Anne Mette Hancock
Anne Mette Hancock (født 8. december 1979) er en dansk krimiforfatter og journalist.

## Baggrund og uddannelse
Anne Mette Hancock er født i Gråsten i 1979 som datter af keramiker Jette Aagaard og tandlæge Per Anders Jensen. Hun er bror til restauratør Anders Aagaard. Hun har en bachelorgrad i historie og en kandidatgrad i journalist fra Roskilde Universitet (RUC).

## Journalistisk karriere
I løbet af sin journalistiske karriere har hun blandt andet skrevet livsstilsstof for Berlingske samt flere danske magasiner. Fra 2013 til 2015 var Anne Mette Hancock PR ansvarlig og pressechef for sin bror Anders Aagaard Jensens restaurationskæde Madklubben.

## Forfatterskab
Hancock debuterede som kriminalforfatter i 2017 med romanen Ligblomsten med journalisten Heloise Kaldan og drabsefterforskeren Erik Schäfer som hovedpersoner. Bogen lå øverst på bestsellerlisterne i månedsvis og indbragte hende Det Danske Kriminalakademis debutantpris. Året efter udkom opfølgeren Mercedes-snittet, som Anne Mette Hancock blev nomineret til Martha-prisen for i både 2018 og 2019, og i 2020 udkom tredje bind i serien, Pitbull, som indbragte hende en nominering til Publikumsprisen ved Krimimessen i Horsens. Serien er solgt til filmatisering og udkommer i 20 lande, herunder Tyskland, Frankrig og USA. Fjerde bind i serien, Martyr, udkommer i 2023.
I oktober 2018 vandt hun prisen som Årets Forfatter på BogForum.

## Privatliv
Hancock har tidligere boet i USA og Frankrig og er i dag bosat i København med sine to børn. Hun danner par med musiker og musikproducer Jacob Bredahl.